# Trogocraspia cassida
Trogocraspia cassida är en fjärilsart som beskrevs av Paul Dognin 1914. Trogocraspia cassida ingår i släktet Trogocraspia och familjen nattflyn. Inga underarter finns listade i Catalogue of Life.